# Post-sektionen
Post-sektionen (Rhododendron) omfatter de arter, der tidligere var placeret i en selvstændig slægt, Ledum. Desuden er et par andre Rododendron-arter taget med i denne sektion. Det skal dog understreges, at der er betydelig forvirring og uenighed om taksonomien for hele slægten Rododendron.
| Arter |

- Mosepost (Rhododendron tomentosum)
- Grønlandsk post (Rhododendron groenlandicum)

## Eksternt link
- Oversigt over Rododendron-underslægten (opdateret den 14.3.2005)